# Wyoming Peak
Der Wyoming Peak ist mit einer Höhe von 3470 m der höchste Berg der Wyoming Range sowie des Lincoln County im Westen des US-Bundesstaates Wyoming. Er liegt innerhalb des Bridger-Teton National Forest in den Rocky Mountains. Mit einer Schartenhöhe von 1078 m gehört er zu den prominentesten Bergen in Wyoming. Auf dem Gipfel befindet sich ein zusammengestürzter Feuerwachturm.

## Belege
1. ↑  Peakbagger: Wyoming Peak. Abgerufen am 28. Januar 2021.
2. ↑  Geonames: Wyoming Peak. Abgerufen am 28. Januar 2021.
3. ↑  Summitpost: Wyoming Peak : Climbing, Hiking & Mountaineering. Abgerufen am 28. Januar 2021.